# Руднянська сільська рада (Рожищенський район)
| Руднянська сільська рада — адміністративно-територіальна одиниця та орган місцевого самоврядування у Рожищенському районі Волинської області з адміністративним центром у с. Рудня. Водоймища на території, підпорядковані даній раді: річка Стир. Сільській раді підпорядковані населені пункти: - с. Рудня - с. Валер'янівка - с. Ольганівка |

## Склад ради
Рада складається з 16 депутатів та голови.

### Керівний склад ради
| ПІБ                       | Основні відомості                                                 | Дата обрання | Дата звільнення |
| ------------------------- | ----------------------------------------------------------------- | ------------ | --------------- |
| Якимлюк Світлана Адамівна | Сільський голова, 1965 року народження, освіта, позапартійна      | 26.03.2006   | 31.10.2010      |
| Якимлюк Світлана Адамівна | Сільський голова, 1965 року народження, освіта вища, позапартійна | 31.10.2010   |                 |

Примітка: таблиця складена за даними джерела

## Населення
Згідно з переписом УРСР 1989 року чисельність наявного населення села становила 979 осіб, з яких 471 чоловік та 508 жінок.
За переписом населення України 2001 року в селі мешкало 1010 осіб.

### Мова
Розподіл населення за рідною мовою за даними перепису 2001 року:
| Мова       | Відсоток |
| ---------- | -------- |
| українська | 99,90 %  |
| російська  | 0,10 %   |